# Muistroom

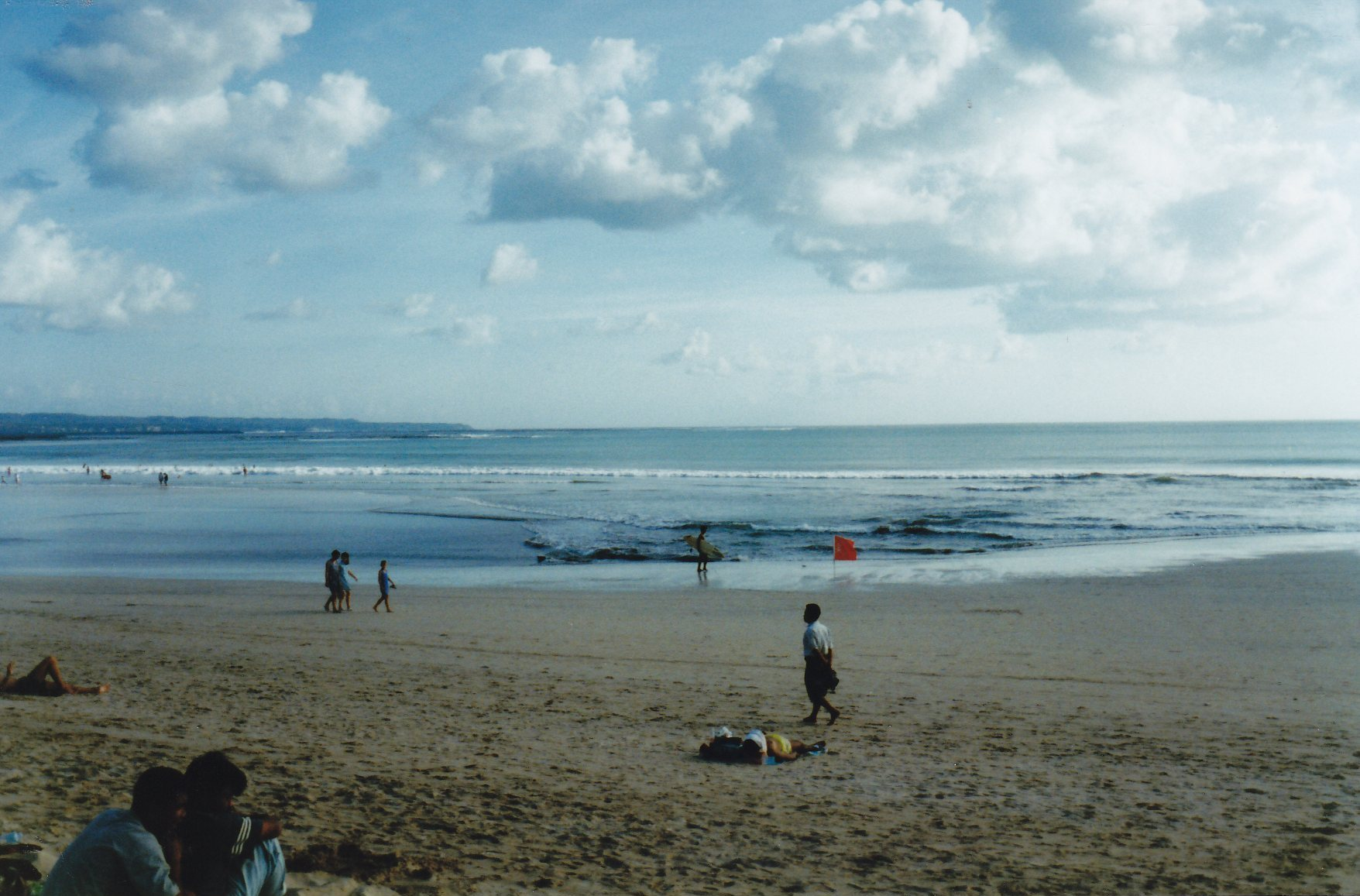
Een muistroom bij een strand op Bali

Een muistroom is een stroming in het water nabij de kust, die zeewaarts gericht is. De stroming vindt met name plaats in de openingen tussen de zandbanken of de diepere gedeeltes op het strand. Deze stroming wordt veroorzaakt doordat water zich achter banken of andere obstakels kan ophopen en via de diepste plekken een weg terug naar zee zoekt via de mui, ook wel suatiegeul genoemd. Een muistroom is geen onderstroom. In tegenstelling tot wat veel mensen denken kan een muistroom noch een onderstroom iemand naar beneden trekken en onder water houden. Een mui brengt o.a. eenvoudig drijvende voorwerpen en mensen, voorbij de zone van de brekende golven. Daarbij kan de stroming een snelheid bereiken van 10 km/uur, waardoor een zwemmer die in de muistroom terecht komt niet terug kan zwemmen naar de kust.

## Ontstaan
Parallel aan het strand ligt vaak een zandbank met tussen de zandbank en het strand een dieper gedeelte. Zo'n diepe geul heet een zwin. De ophoping van water achter een obstakel zoals een zandbank ontstaat meestal door golfopzet. Als de golven precies loodrecht op de kust aankomen ontstaat een regelmatige onderstroom, maar als de golven onder een (kleine) hoek invallen zorgt de brandingsstroom voor een stroming langs de kust. Als er dan een kleine verandering in het kustprofiel is, kan dat de plek zijn waar het water weer zeewaarts stroomt. Dit is dan de mui. Bij een zandstrand zonder harde elementen (rotsen, strandhoofden) kan de mui iedere dag op een andere plaats optreden. Bij een harde constructie wordt deze stroom altijd onderbroken, dus langs strandhoofden ontstaan vrijwel altijd muien. 
Omdat een muistroom aangedreven wordt door brekende golven treedt deze ook op langs kusten zonder getij. 

stromingspatroon rond een mui

 Muistromen zijn meestal vrij smal, maar hebben de neiging om algemener, breder en sneller te zijn, als de brekende golven groot en krachtig zijn, zoals bijvoorbeeld bij deining langs oceaankusten. 
Een zwin kan zowel door de muistroom als door de getijstroom ontstaan. Een zwin door het getij ontstaat vooral als het moment van hoogwater langs de kust op korte afstand varieert. Dit is zo bij zeegaten.
De watergang waardoor water wegstroomt, het zwin, ligt bij een muistroom veroorzaakt door brekende golven, meestal loodrecht op de kust. Bij een zwin die door getij ontstaat ligt deze vaak onder een hoek. Bij bijv. Katwijk is het getijverschil ca 1,5 meter (de meeste plaatsen in Nederland, en zeker in België hebben een groter getijverschil), daardoor kan een sterke stroming plaatsvinden vanuit de zwin door de mui naar de zee. Dit komt dus door brekende golven en in mindere mate door het getij.

## Gevaar

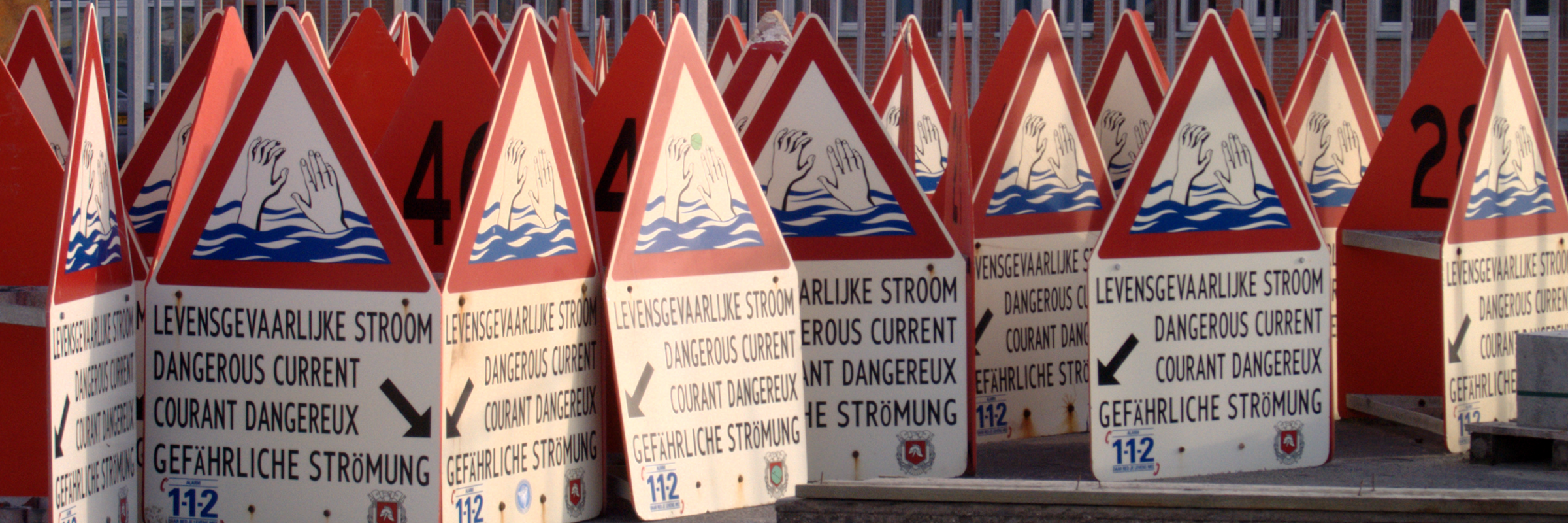
Een muistroom is gevaarlijk

Door de snelle stroming in een mui richting open zee komen zwemmers vaak in de problemen. Ze proberen tegen de muistroom in te zwemmen om weer op het veilige strand te komen. Tegen een mui inzwemmen is vrijwel onmogelijk, maar ook levensgevaarlijk. De kans bestaat dat men bij het pogen hiertoe oververmoeid raakt, kramp krijgt of simpelweg door een samenloop van omstandigheden verdrinkt. In veel gevallen raakt een zwemmer ernstig in paniek met een zware hyperventilatie tot gevolg waardoor het bijna onmogelijk wordt om goed adem te halen en het hoofd boven water te houden. Het is veel beter met de muistroom mee te drijven tot de stroming aanzienlijk minder wordt, waarna men zijwaarts uit de stroming kan ontsnappen. Dit scheelt aanzienlijk in inspanning. Zo nodig moet men om hulp roepen en met de armen zwaaien.

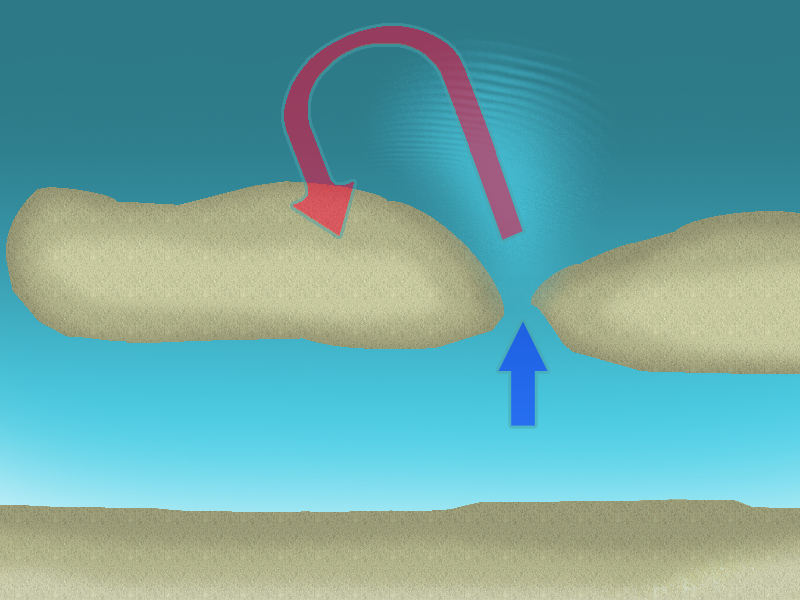
De rode pijl geeft de veiligste ontsnappingsroute aan

Surfers maken soms gebruik van een muistroom om van de kust weg te komen en zo een gunstige ligging te verkrijgen ten opzichte van de golven in de brandingszone. De permanente muistromen zijn vanwege hun ligging en kracht nabij pieren, strandhoofden e.d. het gevaarlijkst.

## Invloed getijden
De gevaarlijkste muistromen ontstaan tegelijkertijd met de ebstroming, waarbij zowel de stroming als de stuwing van het water tussen de zandbanken, dat terugstroomt naar zee, een volwassen persoon in kniediep water kan omtrekken. Muien zijn minder gevaarlijk (maar nog steeds niet veilig) bij vloedstroming omdat het water dan juist over de banken heen komt om de zwinnen te vullen. De leegloop en de stuwing in de mui is daardoor aanzienlijk minder.